# 假面騎士平成Generations FINAL Build & EX-AID with 傳說騎士
《假面騎士平成Generations FINAL Build & EX-AID with 傳說騎士》（日语：仮面ライダー平成ジェネレーションズFINAL ビルド&エグゼイドwithレジェンドライダー），是日本特攝節目《假面騎士EX-AID》和《假面騎士Build》聯動劇場版，日本地區於2017年12月9日上映。台灣以《假面騎士 平成世代 巔峰決戰 BUILD&EX-AID with 傳說騎士》名義在2018年2月8日上映，是繼《劇場版 假面騎士響鬼 響鬼與七人的戰鬼》以來第三部在台上映的假面騎士電影。
香港方面，預定在2018年3月15日上映。中國大陸騰訊視頻于2019年7月24日上架。

## 本作特色
- 本作為「假面騎士Generations」系列的第2彈，雖然名稱為「平成Generations FINAL」，但天皇明仁於2017年11月下旬確定於2019年4月30日才退位，5月1日才改新年號，因此平成時代最後一部《假面騎士系列》劇場版其實是《假面騎士平成Generations Forever》。
- 本作除了主要演出的假面騎士Build 和假面騎士EX-AID 外，同時前作系列的《假面騎士OOO》、《假面騎士Fourze》、《假面騎士鎧武》和《假面騎士Ghost》亦於本作中作為傳說騎士登場。
- 根據官網所播放的最新影像預告得知[3]，飾演《假面騎士OOO》中的主角火野映司的演員渡部秀和Ankh的演員三浦涼介、《假面騎士Fourze》的主角如月弦太朗的演員福士蒼汰、《假面騎士鎧武》的主角葛葉紘汰的演員佐野岳及《假面騎士Ghost》的主角天空寺尊的演員西銘駿等人亦在此劇中真人演出[4][5]，上部作品有份出場的白石隼也和竹內涼真因檔期原因沒有參演本作。
- 本作繼《假面騎士×假面騎士 鎧武 & Wizard 天下決勝之戰國MOVIE大合戰》《假面騎士×假面騎士 Drive & 鎧武 MOVIE大戰 Full Throttle》《假面騎士×假面騎士 Ghost & Drive 超MOVIE大戰 Genesis》《假面騎士平成Generations Dr.Pac-Man對EX-AID&Ghost with 傳說騎士》後，再次出現於劇中角色重新獲得變身能力的設定。
- 本作繼《假面騎士×假面騎士 鎧武 & Wizard 天下決勝之戰國MOVIE大合戰》《假面騎士×假面騎士 Drive & 鎧武 MOVIE大戰 Full Throttle》《假面騎士×假面騎士 Ghost & Drive 超MOVIE大戰 Genesis》《假面騎士x超級戰隊 超 超級英雄大戰》後，再度出現於劇中角色短暫復活的設定。
- 本作繼《假面騎士×假面騎士 Fourze & OOO MOVIE大戰MEGA MAX》《假面騎士×假面騎士 Wizard & Fourze MOVIE大戰Ultimatum》和前作《假面騎士平成Generations Dr.Pac-Man對EX-AID&Ghost with 傳說騎士》第四次出現歷代騎士的成員於聯動劇場版客串演出。
- 《假面騎士Build》本篇中即將現身的Rabbit Tank Sparkling Form 和PhoenixRobo Form 於本作先行登場。
- 本作邀請到知名音樂家兼作曲人大槻賢二擔當本作中的反派角色「最上魁星」，並且因劇情的關係使得他有著兩種全然不同造型的裝扮。
- 《假面騎士Build》本篇中即將現身的第三位騎士假面騎士Grease於本作先行登場。

### 各作品關聯性
- 根據本作的相關雜誌報導中得知，《假面騎士Build》和《假面騎士EX-AID》兩部系列作是呈現平行世界的概念，《假面騎士W》至《假面騎士EX-AID》為同一世界觀[6][7]
- 另外於劇中得知兩部系列作世界的時間流速並非相同[8]。
- 本作的劇本是由《假面騎士Build》的編劇武藤將吾和《假面騎士EX-AID》的編劇高橋悠也（日语：高橋悠也）兩人共同編寫，也因此劇情上是與兩部系列作的各自劇情有著聯動性關係，但事實上本作還與其他系列的各自劇情有著聯動性關係。
  - 《假面騎士Build》時間點位於本篇第14-15話之間。[9]
  - 《假面騎士EX-AID》時間點位於《劇場版 假面騎士EX-AID True·Ending》一星期之後[10]，外傳《EX-AID Trilogy Another·Ending》系列之前。
  - 《假面騎士Ghost》時間點位於外傳《Ghost RE:BIRTH 假面騎士Specter》之後[11]，聯動外傳《假面騎士聖刃×Ghost》之前[12][13]。
  - 《假面騎士鎧武》時間點位於TV本篇結束之後。
  - 《假面騎士Fourze》時間點位於《假面骑士×假面骑士 Wizard & Fourze MOVIE大战Ultimatum》Fourze篇之前。[14]
  - 《假面騎士OOO》時間點位於《假面騎士×假面騎士 Fourze & OOO MOVIE大戰MEGA MAX》之後[15]，完結篇《假面騎士OOO 10th 復活的核心硬幣》之前。

## 故事概要
故事發生在被天空之壁分為三區塊的Build的世界，竟然出現了EX-AID世界的敵人——Burgster：為何不該出現在這的敵人會來到這世界？對神祕敵人而毫無應對方法的戰兔，一個身體半邊被金屬覆蓋的神秘男人出現在他眼前。自稱科學家的男人啟動了巨大的機器，上空出現了倒立的另一個世界。另一邊，EX-AID的世界也發生同樣的狀況。有天空之壁的世界正逐漸墜落到EX-AID的世界，距離兩個世界衝突碰撞的時間還剩下24小時。世界末日的倒數開始！面對前所未有的危機，能拯救人類的只有那群傳奇騎士。凌駕前作的規模，前所未見的動作場面，不該有交集的英雄們終於相遇。謎團重重的故事即將解開！

## 用語
假面騎士Build卡帶 
原文： / Kamen Rider Build Gashat
由檀黎斗以自己與假面騎士Build戰鬥的過程記錄所開發出的特殊卡帶。
 Enigma 
原文： / Enigma
最上魁星和葛城巧一同開發的移動裝置，用於开通平行世界的道路，又名「平行世界移動裝置」，外觀如同一隻中心有眼睛的手。
戰兔根據葛城巧所留下的資料得知過去葛城巧曾利用此裝置多次來回兩個世界。
後從最上魁星口中得知其並非完全型態，實際上完全型態的樣貌是藉由位在兩個世界的Enigma合體後所形成的「平行世界合體裝置」。
Build世界的Enigma位在天空之壁附近，而EX-AID世界的Enigma位在天高內。
 凱撒系统 
原文： / Kaiser System
最上魁星將星雲氣體與Burgster病毒融合後完成的生物兵器，也是葛城巧所開發的變身蒸氣系統的母體。
使用被稱為「星雲蒸氣槍」的變身系統，武器為腕部生成的齒輪型能量剪。
後於《假面騎士Build》本篇中內海成彰將此系統加以改良成「新凱撒系統」。

## 本作舞台
EX-AID 的世界
《假面騎士EX-AID》的世界，與新天之川學園、大天空寺院為同一個世界觀，而這個世界不存在著天空之壁。
Build 的世界
《假面騎士Build》的世界，這個世界存在著天空之壁，與《假面騎士鎧武》葛葉紘汰從別的世界創造了生機的新星體的世界，為同一個世界。

## 登場人物

### 假面騎士
桐生戰兔（きりゅう・せんと）（犬飼貴丈飾）
假面騎士Build的變身者。
遇到帕拉德時，被要求歸還永夢的變身能力，認出帕拉德為夢中所見的紅與藍的假面騎士，也因自身的變身顏色與帕拉德相同，而被吐槽。
寶生永夢（ほうじょう・えむ）（飯島寛騎飾）
假面騎士EX-AID的變身者。
萬丈龍我（ばんじょう・りゅうが）（赤楚衛二 飾）
假面騎士Cross-Z的變身者。
鏡飛彩（かがみ・ひいろ）（瀨戶利樹 飾）
假面騎士Brave的變身者。
花家大我（はなや・たいが）（松本享恭 飾）
假面騎士Snipe的變身者。
檀黎斗（だん・くろと）（岩永徹也飾）
假面騎士Genm的變身者。
九条貴利矢（くじょう・きりや）（小野塚勇人 飾）
假面騎士Lazer、假面騎士Lazer Turbo的變身者。
猿渡一海（武田航平聲飾)
假面騎士Grease的變身者。
結尾登場，在戰兔跟龍我擊退猛擊者時，從戰兔身上拿回了鳳凰/機器人滿裝瓶。

### 《傳說騎士》
天空寺尊（てんくうじ・タケル）（西銘駿飾）
假面騎士Ghost的變身者。
葛葉紘汰（かずらば・こうた）（佐野岳飾）
假面騎士鎧武的變身者。
如月弦太朗（きさらぎ・げんたろう）（福士蒼汰飾）
假面騎士Fourze的變身者。
火野映司（ひの・えいじ）（渡部秀飾）
假面騎士OOO的變身者。
於本作中在安酷的幫助下，再次獲得了變身的能力。

### 《假面騎士Build》原主要人物
石動美空（いするぎ・みそら）（高田夏帆飾）
葛城巧（かつらぎ・たくみ）（木山廉彬飾）
瀧川紗羽（たきがわ・さわ）（瀧裕可里飾）
冰室幻德（ひむろ・げんとく）（水上劍星飾）
石動惣一（いするぎ・そういち）（前川泰之飾）

### 《假面騎士EX-AID》原主要人物
仮野明日那（かりの・あすな）/ Poppypipopapo（ポッピーピポパポ）（松田瑠華飾）
西馬妮可（さいば・にこ）（黑崎莉奈飾）
帕拉德（パラド）（甲斐翔真飾）
為了奪回永夢的力量，一路跟隨假面騎士Build到了Build的世界，2年後找到桐生戰兔，遇到戰兔時要求從戰兔身上歸還永夢的變身能力，隨後與戰兔返回EX-AID的世界。

### 《假面騎士Ghost》原主要人物
山之內御成（やまのうち・おなり）（柳喬之飾）
幫助永夢等人說服了傲嬌任性的檀黎斗，製作多張假面騎士Build卡帶以此讓鏡飛彩、花家大我、九條貴利矢等人回復變身的能力。
於本作劇場版結尾返回大天空寺院。

### 《假面騎士Fourze》原主要人物
JK（ジェイク）（土屋SION飾）
大杉忠太（おおすぎ・ちゅうた）（田中卓志飾）

### 《假面騎士OOO》原主要人物
Ankh（アンク）（三浦涼介飾）
在本作中因存有自身意識的碎裂硬幣注入最上魁星（EX-AID世界）所召喚的Ankh復製體而短暫復活，在幫助映司對敵並索討冰棒後再次消失。

### 本作登場人物
最上魁星（大槻賢二飾）
本作中的反派角色，EX-AID世界與Build世界皆存在著個體，利用自己研發的凱撒系統進行變身。
EX-AID世界的最上魁星
Kaiser Reverse的變身者，財團X的幹部成員。
五官完整且性格开朗，以「Funky」為其口癖。
不僅開發出了X保衛者，還使用复制的核心硬币與天文開關分别制造出了兩大怪人——Greeed和Horoscopes，其房间里的内部裝修也很古怪。
利用Enigma使得除永梦以外的騎士們无法变身。
Build世界的最上魁星
Kaiser的變身者，原為東都先端物質學研究所的科學家，後為其研究而轉投靠難波重工。
性格内向，與曾作為自己助手的葛城巧一起開發了平行世界移動装置「Enigma」，在與葛城巧互相争执時因误操作到系統而失去了左半身，现在憑着機械的身體而得以幸存下来。
打算使用Enigma的力量讓兩個地球互相衝突，而另一方面與另一个自己融合並企圖获取不老不死的肉體。

## 本作限定登場假面騎士/形態

### 假面騎士Build
變身者：桐生戰兔（替身演員：高岩成二、CV：犬飼貴丈）
原文： / Kamen Rider Build

#### 變身模式
| 形態名稱               | 簡介 | 外觀                                                                      | 能力 | 必殺技 |
| EX-AID Form EX-AID形態 | 原文： 使用「Doctor」和「Game」滿裝瓶變身的形態 身高：999.9cm 體重：999.9kg 拳擊力：999.9t 踢擊力：999.9t 跳躍力：999.9m 行動速度：999m / 0.1秒 | 除腰帶為創造驅動器外，外觀則與假面騎士EX-AID Action Gamer Level 2完全一樣 | 和假面騎士EX-AID Action Gamer Level 2能力一樣，另外因為有遊戲的力量，所以可以對Build 和 Cross-Z均束手無策的Nebula Burgster進行有效攻擊。 |        |

### Kaiser（Left Kaiser）
變身者：最上魁星（Build 世界）（替身演員：、CV：大槻賢二）
原文： / Kaiser（Left Kaiser）

#### 變身模式
| 形態名稱 | 簡介 | 外觀                     | 音效                       | 能力                                                                      | 必殺技 |
| 通常形態 | 使用藍色版「Gear Remocon」搭配星雲蒸汽槍變身的形態 身高：0.1cm 體重：0.1kg 拳擊力：0.1t 踢擊力：0.1t 跳躍力：0.1m 行動速度：0.1m / 999.9秒 | 全身以黑、藍、鐵灰色為主 | 與之後的Remocon Bros同樣。 | 能力和之後的Remocon Bros同樣，具備释放烟雾以轉移身姿和操控Enigma 的能力。 | Funky Drive 原文： 往星云蒸氣槍手枪模式装填变身用齿輪后所发动的技能。 装填「Gear Remocon」时，发射出蓝色的齿轮型能量弹。 |

### Kaiser Reverse（Right Kaiser）
變身者：最上魁星（Ex-Aid 世界）（替身演員：、CV：大槻賢二）
原文： / Kaiser Reverse（Right Kaiser）

#### 變身模式
| 形態名稱 | 簡介 | 外觀                     | 音效                      | 能力                                                                               | 必殺技 |
| 通常形態 | 使用紅色版「Gear Engine」搭配星雲蒸汽槍變身的形態 身高：202.0cm 體重：103.5kg 拳擊力：20.3t 踢擊力：24.8t 跳躍力：32.4m 行動速度：100m / 2.8秒 | 全身以黑、紅、鐵灰色為主 | 與之後的Engine Bros同樣。 | 與之後的Engine Bros同樣，和Kaiser一樣，具備释放烟雾以轉移身姿和操控Enigma 的能力。 | Funky Drive 原文： 往星云蒸汽槍手枪模式装填变身用齿轮后所发动的技能。装填「Gear Engine」时，发射出红色齿轮型能量弹，或是右脚缠绕红光朝着对方踢出。 |

### BiKaiser
變身者：最上魁星（替身演員：中田裕士、CV：大槻賢二）
原文： / BiKaiser

#### 變身模式
| 形態名稱 | 簡介 | 外觀                         | 音效                    | 能力 | 必殺技             |
| 通常形態 | Kaiser和Kaiser Reverse同時變身的合體形態 身高：202.0cm 體重：108.0kg 拳擊力：40.6t 踢擊力：49.6t 跳躍力：64.8m 行動速度：100m / 1.4秒 | 全身以黑、紅、藍、鐵灰色為主 | 與之後的Hell Bros同樣。 | 此型態原意是透過兩個世界的最上魁星合體而令合體後的最上魁星擁有不老不死的力量，並藉此成為平行世界的帝王，但因戰兔將Enigma輸出功率提高並且提前兩個世界融合的時間下，令宇宙的力量無法完全集中，導致此型態實際上沒有不老不死的力量。 | Funky Drive 原文： |

## 登場怪人 / 敵對角色
- X保衛者

原文： / X Guardian
本作為財團X所屬的保衛者，與保衛者同樣以雜兵形式複數形式出現。
- 涅布拉崩源體

原文： / Nebula 
為最上魁星將崩源體病毒與星雲氣體混合後所產生出的新型病毒，也是崩源體病毒的變異體，與崩源體病毒同樣以雜兵形式複數出現。
同時Nebula 也是Enigma的供給能源。
- 欲望使徒

原文： / Greeed
本作中是以財團X所製作的複製硬幣所召喚出來的複製體，不具自我意識。
- Ankh
- Uva
- Kazari
- Gamel
- Mezool

- 宙體闇使

原文： / 
本作中是以財團X所製作的複製開關所召喚出來的複製體，不具自我意識。
- 巨蟹座宙體闇使
- 獅子座宙體闇使
- 處女座宙體闇使
- 天蠍座宙體闇使

## 本作登場道具

### 本作登場騎士卡帶（Rider Gashat）
| 英文名稱          | 日文名稱 | 中文名稱      | 遊戲類型 | 玩家 | 對應等級 | 備註 |
| ----------------- | -------- | ------------- | -------- | ---- | -------- | --- |
| Kamen Rider Build |          | 假面騎士Build | 傳說騎士 |      |          | 開啟音效為「RabbitTank！Usagi to Sensha！Best Best Match！Yeah！」 （日文原文，中文意思「兔子坦克！兔子與坦克！最佳 最佳配對！耶伊！」）。 由檀黎斗在《假面騎士EX-AID》本篇第44話以與假面騎士Build戰鬥的資料製作而成。 在本劇場版中因山之內御成的煽動而使檀黎斗將其量產化。 使用此卡帶，變身者將回復變身能力，但會有副作用。 |

### 本作登場滿裝瓶（FullBottle）
| 英文名稱 | 日文名稱   | 中文名稱 | 瓶蓋標記 | 類型     | 能力                   | 備註 |
| -------- | ---------- | -------- | -------- | -------- | ---------------------- | --- |
| EX-AID   | エグゼイド | EX-AID   | E        | 傳說騎士 |                        | 此滿裝瓶是在《劇場版 假面騎士EX-AID True·Ending》時寶生永夢被假面騎士Build取走的力量。 後在淨化下分離出「醫生（Doctor）」和「遊戲（Game）」兩枚滿裝瓶。                                               |
| Doctor   | ドクター   | 醫生     | D / G    | 傳說騎士 | 擁有醫生般的醫療能力。 | 可與傳説騎士的「Game」（假面騎士EX-AID）組成Best Match 組合。 此滿裝瓶是EX-AID滿裝瓶被淨化後所分離出來的。                                                                                            |
| Game     | ゲーム     | 遊戲     | D / G    | 傳說騎士 | 擁有遊戲般的多元化。   | 可與傳説騎士的「Doctor」（假面騎士EX-AID）組成Best Match 組合。 此滿裝瓶是EX-AID滿裝瓶被淨化後所分離出來的。 本作中帕拉德能透過此滿裝瓶與位在另一個世界的永夢通訊，但持續使用的話會消耗帕拉德的體力。 |

### 本作登場齒輪（Gear）
| 英文名稱 | 日文名稱 | 中文名稱 | 類型   | 能力                           | 備註                                 |
| -------- | -------- | -------- | ------ | ------------------------------ | ------------------------------------ |
| Remocon  | リモコン | 遙控     | 非生物 | 擁有遥控器般的随意操縱的能力。 | 此齒輪由Build世界的最上魁星所持有。  |
| Engine   | エンジン | 引擎     | 非生物 | 擁有引擎的機動能力。           | 此齒輪由EX-AID世界的最上魁星所持有。 |

## 樂曲

### 主題曲
「仮面ライダー平成ジェネレーションズFINAL スペシャル・メドレー」

## 演員
- 桐生戰兔 / 假面騎士Build - 犬飼貴丈 飾 / 聲
- 寶生永夢 / 假面騎士EX-AID - 飯島寛騎 飾 / 聲
- 火野映司 / 假面騎士OOO - 渡部秀 飾 / 聲
- 如月弦太朗 / 假面騎士Fourze - 福士蒼汰 飾 / 聲
- 葛葉紘汰 / 假面騎士鎧武 - 佐野岳 飾 / 聲
- 天空寺尊 / 假面騎士Ghost - 西銘駿 飾 / 聲
- 萬丈龍我 / 假面騎士Cross-Z - 赤楚衛二 飾
- 石動美空 - 高田夏帆 飾
- 鏡飛彩 / 假面騎士Brave - 瀨戶利樹 飾 / 聲
- 花家大我 / 假面騎士Snipe - 松本享恭 飾 / 聲
- 檀黎斗 / 假面騎士Genm - 岩永徹也 飾 / 聲
- 仮野明日那 / Poppypipopapo - 松田瑠華 飾
- 九条貴利矢 / 假面騎士Lazer / 假面騎士Lazer Turbo - 小野塚勇人 飾 / 聲
- 西馬妮可 - 黑崎莉奈 飾
- 帕拉德  - 甲斐翔真 飾 / 聲
- JK（神宮海藏） - 土屋SION 飾
- 山之內御成 - 柳喬之 飾
- 瀧川紗羽 - 瀧裕可里 飾
- 葛城巧 - 木山廉彬 飾
- Ankh - 三浦涼介 飾
- 大杉忠太 - 田中卓志（UNGIRLS） 飾
- 冰室幻德 - 水上劍星 飾
- 石動惣一 - 前川泰之 飾
- 最上魁星 / Kaiser / Kaiser Reverse / BiKaiser - 大槻賢二 飾 / 聲

## 聲音演出
- 創造驅動器關聯道具聲音 - 小林克也
- Ghost驅動器關連道具聲音、眼魂驅動器G聲音 - m.c.A.T
- 騎士卡帶聲音 - 影山浩宣
- 武藏魂、信長魂、格林魂 - 關智一
- 戰極驅動器關連道具聲音 - 平床政治
- 假面騎士Grease - 武田航平[22]

## 皮套演出
- 高岩成二
- 永德
- 藤田慧
- 中田裕士
- 渡邊淳
- 藤井祐伍
- 高田將司
- 岡田和也
- 神前元
- 伊藤茂騎
- 東慶介
- 鍛治洸太朗
- 渡邊實
- 大藤直樹
- 小倉敏博
- 蔦宗正人
- 田中慶
- 御前伸幸
- 野邉大地
- 近藤雄太
- 松原凛
- 宍倉弘忠
- 福田圭佑
- 喜多川務
- 坂梨由芽
- 山田武生
- 塚越靖誠
- 宮澤雪
- 佐野夏未
- 中井絢子
- 北野瑠那
- 小野祐輔
- 橋本征彌
- 菅野慶太
- 內田卓斗
- 豊田泰史
- 市川雅章
- 酒井和真

## 製作人員
- 原作 - 石之森章太郎
- 導演 - 上堀内佳壽也（日语：上堀内佳寿也）
- 劇本 - 高橋悠也（日语：高橋悠也）、武藤將吾

## 外部連結
- 官方網站（页面存档备份，存于）